# Пшедлуж
Пшедлуж (пол. Przedłuż) — село в Польщі, у гміні Пйотркув-Куявський Радзейовського повіту Куявсько-Поморського воєводства.
Населення — 71 особа (2011).
У 1975-1998 роках село належало до Влоцлавського воєводства.

## Демографія
Демографічна структура станом на 31 березня 2011 року:
|          | Загалом | Допрацездатний вік | Працездатний вік | Постпрацездатний вік |
| -------- | ------- | ------------------ | ---------------- | -------------------- |
| Чоловіки | 42      | 12                 | 23               | 7                    |
| Жінки    | 29      | 5                  | 16               | 8                    |
| Разом    | 71      | 17                 | 39               | 15                   |